# Mions
Mions település Franciaországban, Métropole de Lyon különleges státuszú nagyvárosban (métropole: nagyjából „megyei jogú város”). Lakosainak száma 13 716 fő (2022. január 1.). Mions Saint-Pierre-de-Chandieu, Chaponnay, Corbas, Saint-Priest és Toussieu községekkel határos.

## Népesség
A település népességének változása:
| Lakosok száma | 12 485 | 12 938 | 13 370 | 13 542 | 13 665 | 13 707 | 13 684 | 13 707 | 13 716 |
|               | 2013   | 2015   | 2016   | 2017   | 2018   | 2019   | 2020   | 2021   | 2022   |